# Novomyrhorod
Novomyrhorod (ukrajinsky Новомиргород) je město na Ukrajině, v jižní části středního Dněpru v Kirovohradské oblasti. Leží na řece Velká Vys 72 km od Kropyvnyckého. Podle odhadu z roku 2005 počet obyvatel činil 12 528, v roce 2014 pak 11 495.

## Historie
Novomyrhorodská městská rada spravuje i vesnici Byrzulove a čtvrť Likareve, která se nachází v jihozápadní části města.
První zmínka o městě pochází z roku 1740. Od roku 1752 bylo administrativním centrem Nového Srbska. Od roku 1923 pak centrum Jelizavethradského rajónu. Od roku 1959 město spadá do Kirovohradské oblasti.
Kabinet ministrů Ukrajiny ze dne 26. července 2001 zapsal město Novomyrhorod do seznamu historických sídel Ukrajiny. V roce 2010 město oslavilo 270. výročí svého vzniku.